# Opsotheresia obesa
Opsotheresia obesa är en tvåvingeart som beskrevs av Charles Henry Tyler Townsend 1919.
Opsotheresia obesa ingår i släktet Opsotheresia och familjen parasitflugor. Inga underarter finns listade i Catalogue of Life.